# فهرست دانشگاه‌های تگزاس
|  |

## موسسات دولتی

### سامانه دانشگاه تگزاس
- دانشگاه تگزاس در آستین
- دانشگاه تگزاس در سن آنتونیو
- دانشگاه تگزاس در ال پاسو
- دانشگاه تگزاس در براونزویل
- دانشگاه تگزاس در تایلر
- دانشگاه تگزاس در آرلینگتون
- دانشگاه تگزاس در دالاس
- دانشگاه تگزاس در پرمین بیسین
- دانشگاه تگزاس-پان آمریکن
- مرکز سرطان ام دی اندرسون دانشگاه تگزاس
- مرکز علوم درمانی دانشگاه تگزاس در سن آنتونیو
- مرکز علوم درمانی دانشگاه تگزاس در هیوستون
- مرکز پزشکی دانشگاه تگزاس شعبه جنوب‌غربی
- مرکز پژوهش‌های تصویری مرکز علوم درمانی تگزاس در سن‌آنتونیو
- مرکز تحقیقات و درمان سرطان (دانشگاه تگزاس)
- موسسه تحقیقات سرطان اطفال گریهی
- شاخه پزشکی دانشگاه تگزاس

## نگارخانه

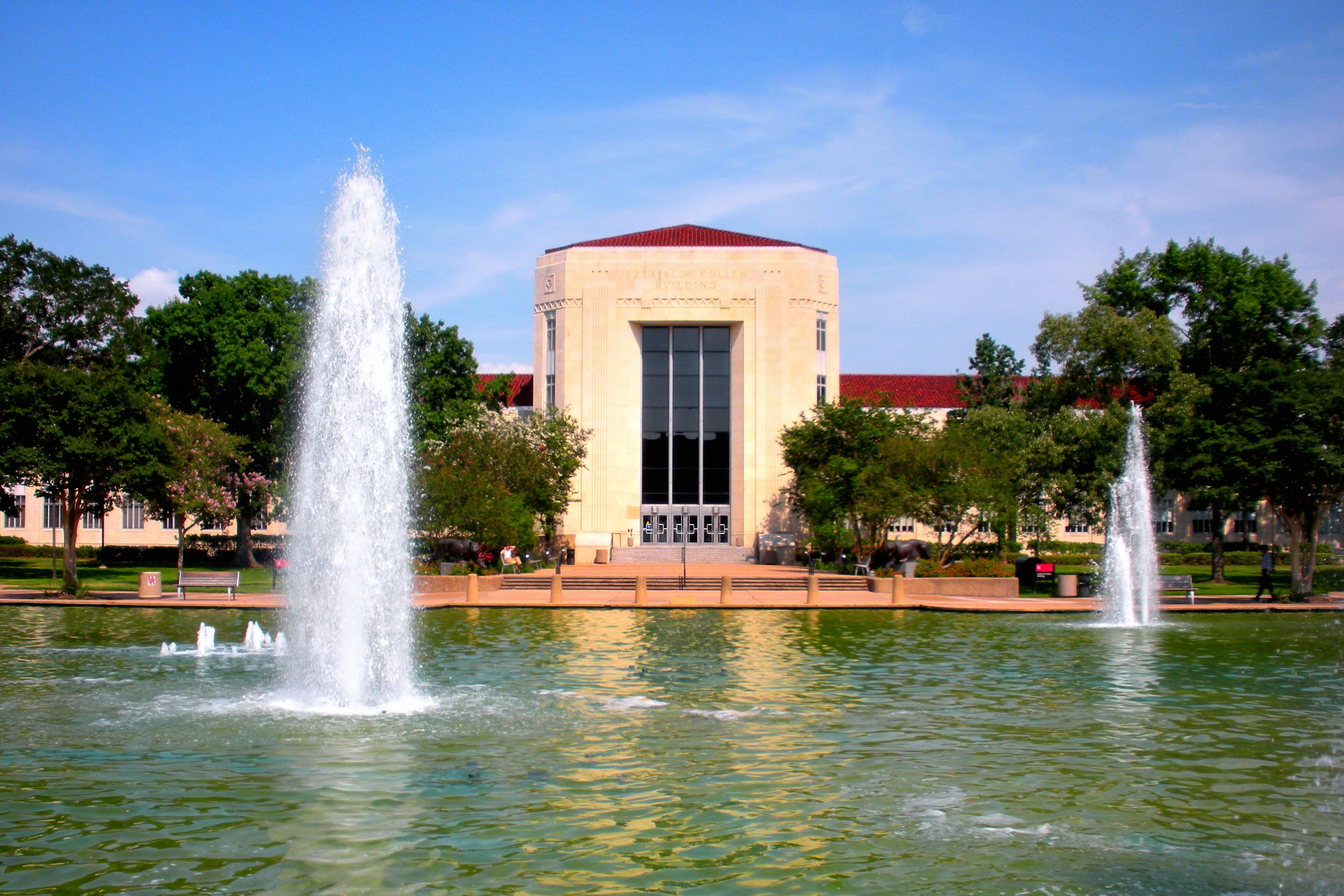
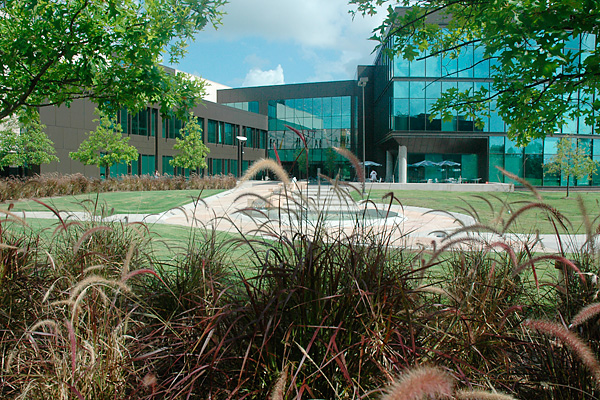
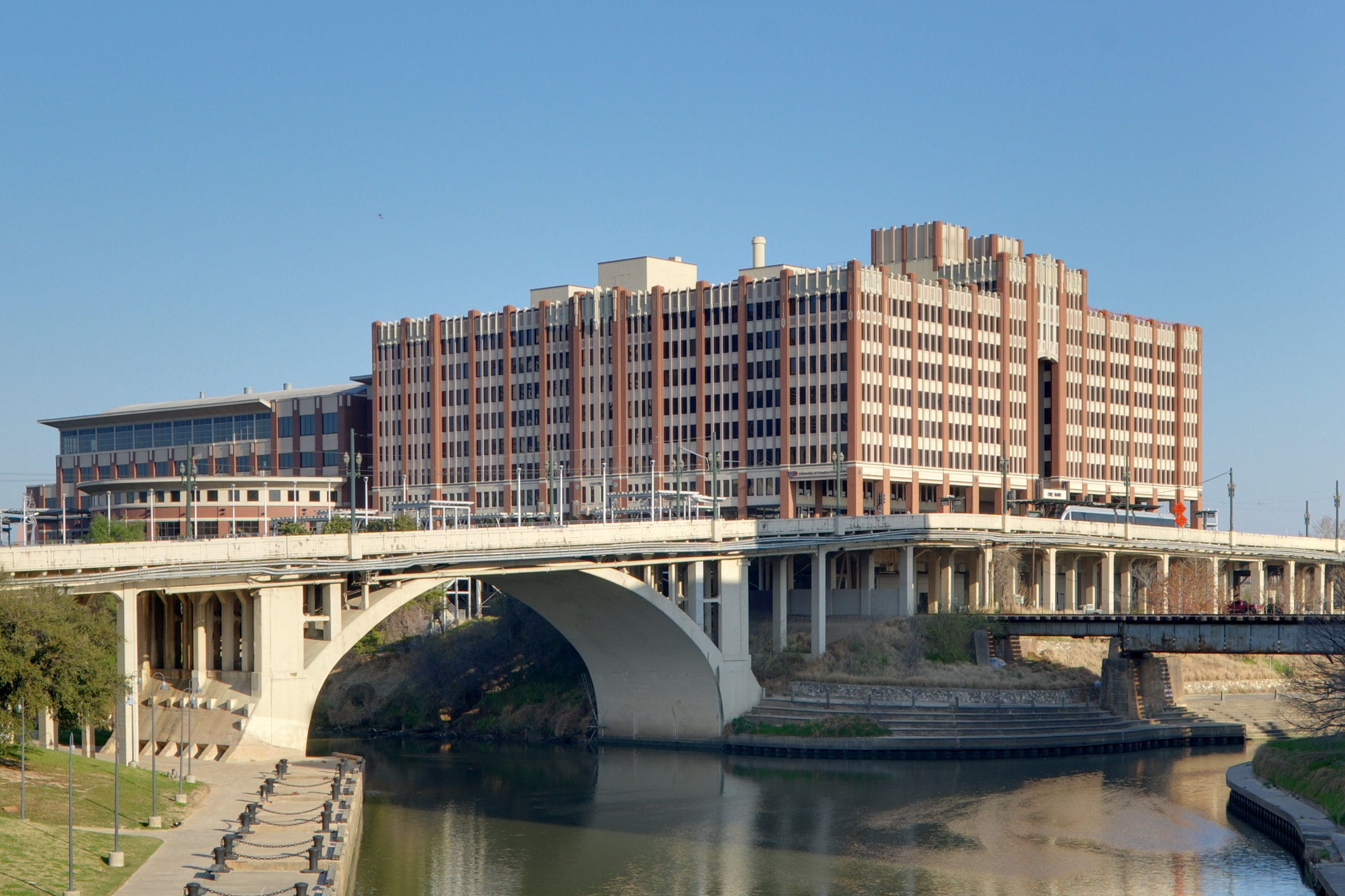

### سامانهٔ دانشگاه ایالتی تگزاس
- دانشگاه ایالتی تگزاس در سن مارکوس
- دانشگاه ایالتی سام هیستون
- دانشگاه ایالتی سول‌راس

### سامانه کالج‌های آلامو
- کالج سن آنتونیو
- کالج نورث‌وست ویستا
- کالج سنت فیلیپس
- کالج پالو آلتو
- کالج لیکشور ویو

### سامانهٔ دانشگاه تگزاس A&M
- دانشگاه تگزاس A&M - کالج استیشن
- دانشگاه تگزاس A&M در کورپس کریستی
- مرکز علوم درمانی دانشگاه تگزاس A&M

### سامانهٔ دانشگاه هیوستون
- دانشگاه هیوستون شعبه مرکزی

### سامانه دانشگاه فناوری تگزاس
- دانشگاه فناوری تگزاس - شعبه مرکزی
- دانشگاه ایالتی آنجلو
- مرکز علوم درمانی دانشگاه فناوری تگزاس

### سامانه دانشگاه شمال تگزاس
- دانشگاه شمال تگزاس - شعبه دنتون

## موسسات خصوصی
- دانشکده پزشکی بیلور
- دانشگاه بیلور
- دانشگاه رایس
- دانشگاه‌آور لیدی آو دلیک
- دانشگاه ترینیتی
- دانشگاه اینکارنت ورد
- دانشگاه متودیست جنوبی
- دانشگاه سنت ماری
- موسسه تحقیقات جنوب غربی
- دانشگاه زنان تگزاس
- دانشگاه تگزاس کریستین
- دانشگاه سنت ادواردز
- دانشگاه بپتیست هیوستون